# مريم الصيفي
مريم خليل سالم الصيفي (1945) شاعرة فلسطينية. ولدت في الولجة من قضاء القدس. درست في عمّان، وتخرّجت في قسم اللغة العربية من جامعتها سنة 1968، حصلت على دبلوم التربية من جامعة الكويت. عملت مدرّسة للّغة العربية في السعودية والكويت والأردن. لها منتدى أدبي شهري في منزلها في عمّان.

## سيرتها
ولدت مريم خليل سالم الصيفي سنة 1365 هـ/ 1945 م في الولجة بقضاء القدس في فلسطين. شقيقها هو مصطفى الصيفي. هاجرت منها إلى الأردن إثر النكبة 1948. درست في عمّان، وأنهت دراستها الثانوية في مدراسها، وتخرجت في قسم اللغة العربية‌ بالجامعة الأردنية سنة 1968، ثم حصلت على الدبلوم العامة في التربية من جامعة الكويت سنة 1978.

عملت مدرّسة للغة العربية‌ في السعودية،‌ وفي الكويت لمدة سبعة عشر عاماً وعادت إلى الأردن سنة 1990 حيث عملت بالتدريس. وعملت أيضًا مديرة لتحرير مجلة «الشراع» الأردنية من 1996 حتى 1999، وهي صاحبة الصالون الأدبي منذ عام 1987،  وعضو رابطة الكتاب الأردنيين، والاتحاد العام للأدباء والكتاب العرب، والاتحاد العام للكتاب والأدباء الفلسطينيين، والاتحاد المعلمين الفلسطينيين، وعضو لجنة المعلمين في وكالة الغوث الدولية، وعضو اللجنة الدولية المساندة للعراق.

## جوائزها وتكريمها
- 4 فبراير 2020: شهادة إبداعية عن رابطة الكتاب الأردنيين، الزرقاء.[7][8][9]

## مؤلفاتها
من دواوينها الشعرية:
- «انتظار»، 1996
- «عناقيد في سلال الضوء»، 2002
- «صلاة السنابل»، 2004
- «أغانٍ للحزن والفرح»، 2006
- «وردة الغياب»، 2013 [10]
- «ويبوح الصمت»، 2014 [11]

من كتبها:
- «فضاءات شعرية، شعر وسير ذاتية»، 1999

## وصلات خارجية
- في موقع الأرشيف المجلات